# Jamie-Lynn Sigler
Jamie-Lynn Sigler (Jericho, Nueva York, 15 de mayo de 1981), conocida anteriormente como Jamie-Lynn DiScala, es una actriz estadounidense. Es principalmente conocida por su papel como Meadow Soprano en la serie de televisión de la HBO Los Soprano.

## Biografía

### Inicios
Sigler nació y creció en Jericho y es hija de un judío americano, Steve, y de una cubana, Connie, quien se convirtió al judaísmo tras conocer a su marido. Empezó a actuar a la edad de 7 años. Estudió en el Jericho High School.

### Carrera
En 1997, fue elegida como la inteligente pero también problemática Meadow Soprano, hija del jefe de la mafia de Nueva Jersey, Tony Soprano. La serie se estrenó en 1999 y fue todo un éxito, con lo que Sigler alcanzó cierta fama como actriz de televisión. Durante el comienzo de la producción de Los Soprano, Sigler luchó contra su desorden alimenticio y es hoy en día una portavoz de la National Eating Disorders Association. Sigler participó en un especial de Paula Zahn en la CNN, en el que ella, la jockey Shane Sellers, la actriz Jane Fonda y otras comentaron su lucha contra el desorden alimenticio.
En 2000, mientras rodaba Campfire Stories en Hamburg (Nueva Jersey), Sigler quedó paralizada de cintura para abajo durante varios días al contraer la enfermedad de Lyme.
Sigler entonces pasó cinco meses en la escena de Broadway, desde octubre de 2002 hasta febrero de 2003, interpretando a Bella en la producción teatral de La Bella y la Bestia. Ha seguido participando en papeles teatrales, como en Rodgers and Hammerstein's Cinderella.
En 2004, interpretó a la "madame de Hollywood",  Heidi Fleiss, en el telefilm de la USA Network Call Me: The Rise and Fall of Heidi Fleiss. Ese mismo año protagonizó su primera película, Extreme Dating, una producción independiente.
En 2005 Sigler protagonizó Love Wrecked y participó en el vídeo musical de la canción de Mariah Carey "Through the Rain".
En 2007 Sigler apareció durante la quinta y sexta temporada en la serie Entourage (El séquito) como novia de Tortuga, encarnándose a sí misma.

### Vida personal
En julio de 2003, Sigler se casó con su agente y novio por largo tiempo, A.J. DiScala. Posteriormente cambió su nombre a Jamie-Lynn DiScala, afirmando que es "una chica muy tradicional" y que nunca tuvo dudas de que cambiaría su apellido por el de su marido tras casarse, incluso en lo profesional. Sin embargo, en septiembre de 2005, Sigler y DiScala anunciaron su separación y ella volvió a recuperar su apellido.
En 2012, Sigler empezó a salir con el jugador de béisbol Cutter Dykstra, el hijo de Lenny Dykstra. Se comprometieron en enero de 2013, y en febrero de ese año ella anunció su embarazo. Sigler dio a luz a su hijo, Beau Kyle Dykstra, el 28 de agosto de 2013. Se casaron en Palm Springs, California, el 16 de enero de 2016. Tuvieron su segundo hijo, Jack Adam, en enero de 2018.
En enero de 2016, Sigler reveló que había sido diagnosticada con esclerosis múltiple a los 20 años.

## Filmografía
| Cine       | Cine                                       | Cine              | Cine                                     |
| Año        | Película                                   | Papel             | Notas                                    |
| ---------- | ------------------------------------------ | ----------------- | ---------------------------------------- |
| 1998       | El espíritu de Brooklyn                    | Young Angie       |                                          |
| 2001       | Campfire Stories                           | Natalie           |                                          |
| 2003       | Death of a Dynasty                         | Mujer Sexy n.º 3  |                                          |
| 2005       | Extreme Dating                             | Amy Baker         |                                          |
| 2005       | Love Wrecked                               | Alexis Manetti    |                                          |
| 2006       | Homie Spumoni                              | Alli Butterman    |                                          |
| 2006       | Blinders                                   | Alexa             | Corto                                    |
| 2006       | La casa del terror                         | Cathy             |                                          |
| 2007       | New York City Serenade                     | Lynn              |                                          |
| 2010       | Trophy Wife                                | Christina         | Corto                                    |
| 2010       | Beneath the Dark                           | Adrienne          |                                          |
| 2017       | Justice                                    | Melissa           |                                          |
| Televisión |                                            |                   |                                          |
| Año        | Título                                     | Papel             | Notas                                    |
| 1999–2007  | Los Soprano                                | Meadow Soprano    | 86 episodios                             |
| 2004       | Call Me: The Rise and Fall of Heidi Fleiss | Heidi Fleiss      | Película para TV                         |
| 2004       | Will & Grace                               | Ro                | 2 episodios                              |
| 2005, 2007 | Los héroes de Higglytown                   | Ms. Fern          | 3 episodios Voz                          |
| 2007       | The Gathering                              | Maggy Rule        | Miniserie                                |
| 2008       | How I Met Your Mother                      | Jillian           | 1 episodio                               |
| 2008       | Saturday Night Live                        | Chica             | No acreditada Segmento: Jizz in My Pants |
| 2008–2009  | Entourage                                  | Jamie-Lynn Sigler | 13 episodios                             |
| 2009       | Ugly Betty                                 | Natalie           | 5 episodios                              |
| 2010       | Backwash                                   | Prudence          | 1 episodio                               |
| 2011       | Criminal Behavior                          | Brooke Kross      | Película para TV                         |
| 2011       | Drop Dead Diva                             |                   | 1 episodio                               |
| 2012       | "Guys with Kids"                           | Emily             | 17 episodios                             |
| 2015       | "The Christmas note"                       | Gretchen          |                                          |

## Otros trabajos
En 2001, lanzó un álbum pop titulado Here to Heaven, en el que se incluye el sencillo "Cry Baby". El álbum no tuvo ningún éxito comercial y las ventas fueron bajas. En 2007 Sigler declaró que se "avergüenza" del álbum y se lamenta de haberlo lanzado.
En 2002, fue coautora de una autobiografía: Wise Girl: What I've Learned About Life, Love, and Loss.
En 2008, grabó en el video de la canción: Jizz In My Pants - The Lonely Island
En 2011, grabó en el video de la canción: You de Romeo Santos